# Cryptops anomalans
Cryptops anomalans – gatunek parecznika z rzędu skolopendrokształtnych i rodziny Cryptopidae. Pierwotnie zachodniopalearktyczny, jednak zawleczony do Kanady.

## Taksonomia
Gatunek ten opisany został po raz pierwszy w 1844 roku przez George’a Newporta. Doczekał się licznych synonimów, a trzy podgatunki są w jego obrębie wciąż wyróżniane:
- Cryptops anomalans hirsutus Folkmanova, 1958
- Cryptops anomalans schaessburgensis Verhoeff, 1931
- Cryptops anomalans anomalans Newport, 1844

Po opisaniu w 2020 roku Cryptops speleorex gatunek C. anomalans stał się taksonem parafiletycznym. Varpu Vahtera, Pavel Stoev i Nesrine Akkari przeprowadzili molekularną analizę filogenetyczną, której wyniki wskazują na stanowienie przez C. anomalans kompleksu gatunków kryptycznych. Brak wskazania przez Newporta miejsca typowego utrudnić może jego późniejszą rewizję taksonomiczną.

## Morfologia
Parecznik ten odznacza się dużą zmiennością morfologiczną. Osiąga od 25 do 50 mm długości ciała. Czułki jego po rozprostowaniu ku tyłowi dosięgają do tylnej krawędzi trzeciego tergitu tułowia. Nasadowe człony czułków uzbrojone są w liczne kolce. Szczękonóża mają niekrótkie tarsungulum, zaopatrzone pośrodku w od 4 do 6 kolców trochanteroprefemur (człon powstały przez zrośnięcie się krętarza i przedudzia) i są pozbawione przezroczystych płatków na krawędzi koksosternalnej. Sternity tułowia pozbawione są szwów trójkątnych. Przetchlinki mają jajowaty kształt. Pory koksopleuralne występują w liczbie 86–90 tworząc pole zajmujące ⅔ powierzchni koksopleury. Odnóża kroczne są krótkie, zwartej budowy, zwieńczone krótkimi przedstopiami. Ostatnia, zmodyfikowana para odnóży osiąga do około 8 mm długości; piłkowanie na jej goleni składa się z od 7 do 10 (rzadko do 12) ząbków, a to na jej stopie z od 3 do 5 ząbków.

## Rozprzestrzenienie
Gatunek ten był pierwotnie zachodniopalearktyczny, jednak zawleczony został także do nearktycznej Ameryki Północnej. W Europie znany jest z Hiszpanii, Wielkiej Brytanii, Francji, Belgii, Holandii, Niemiec, Szwajcarii, Austrii, Włoch, Czech, Słowacji, Węgier, Ukrainy, Rumunii, Bułgarii, Słowenii, Chorwacji, Bośni i Hercegowiny, Serbii, Czarnogóry, Albanii, Macedonii Północnej, Grecji oraz europejskiej części Turcji. W Afryce Północnej zamieszkuje Maroko, Algierię i Tunezję. W Ameryce Północnej ograniczony jest do kanadyjskich prowincji Ontario i Quebec.